# Agalliopsis novoae
Agalliopsis novoae är en insektsart som beskrevs av Hidalgo-gato och Rodriguez Leon 1999. Agalliopsis novoae ingår i släktet Agalliopsis och familjen dvärgstritar. Inga underarter finns listade i Catalogue of Life.